# راندا بلدیز
راندا بلدیز (انگلیسی: Rhonda Blades؛ زادهٔ ۲۹ اکتبر ۱۹۷۲) بازیکن بسکتبال اهل ایالات متحده آمریکا است.